# Religia w Szwecji

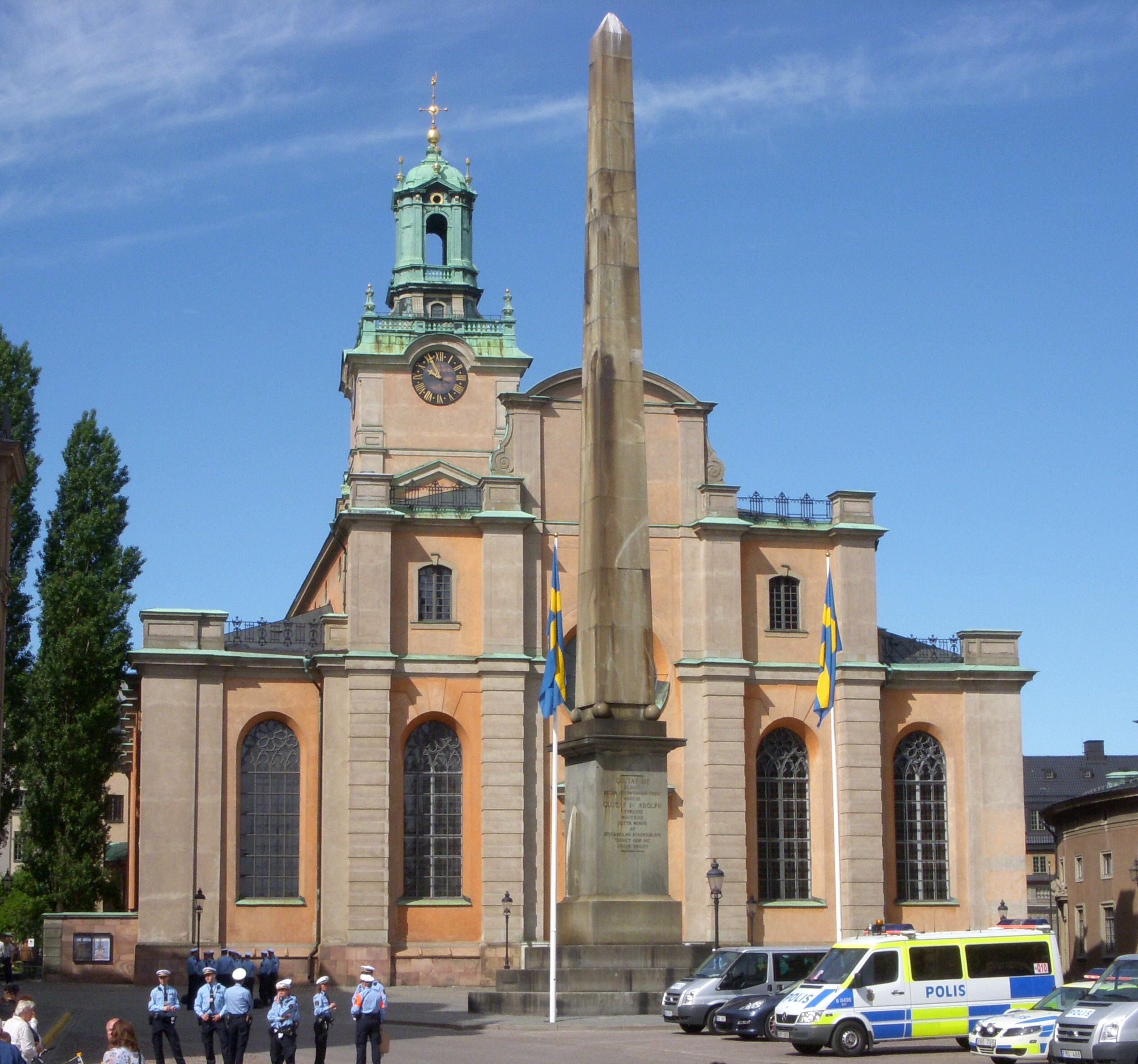
Luterańska katedra Kościół św. Mikołaja w Sztokholmie

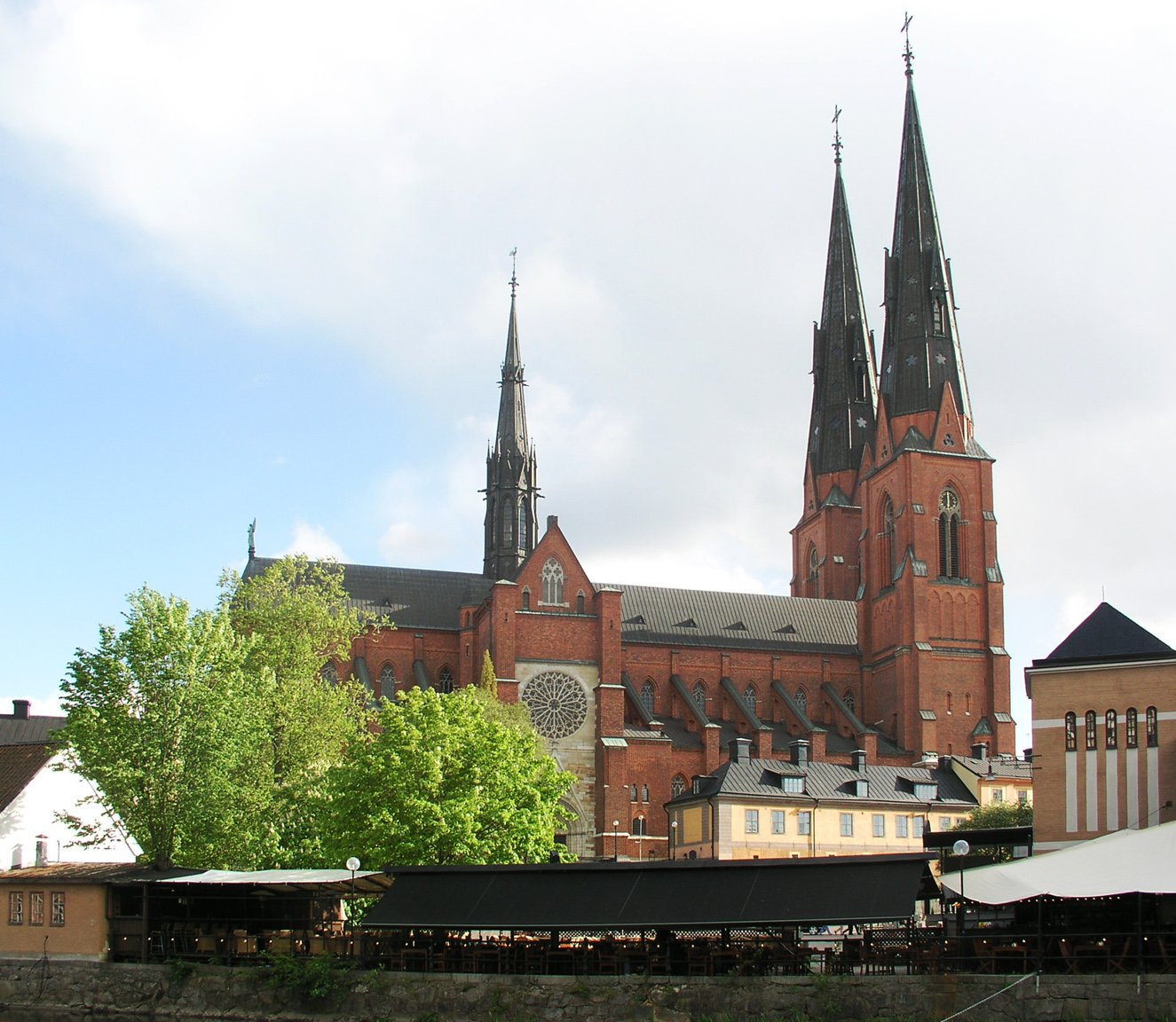
Siedziba Kościoła Szwecji w Uppsali

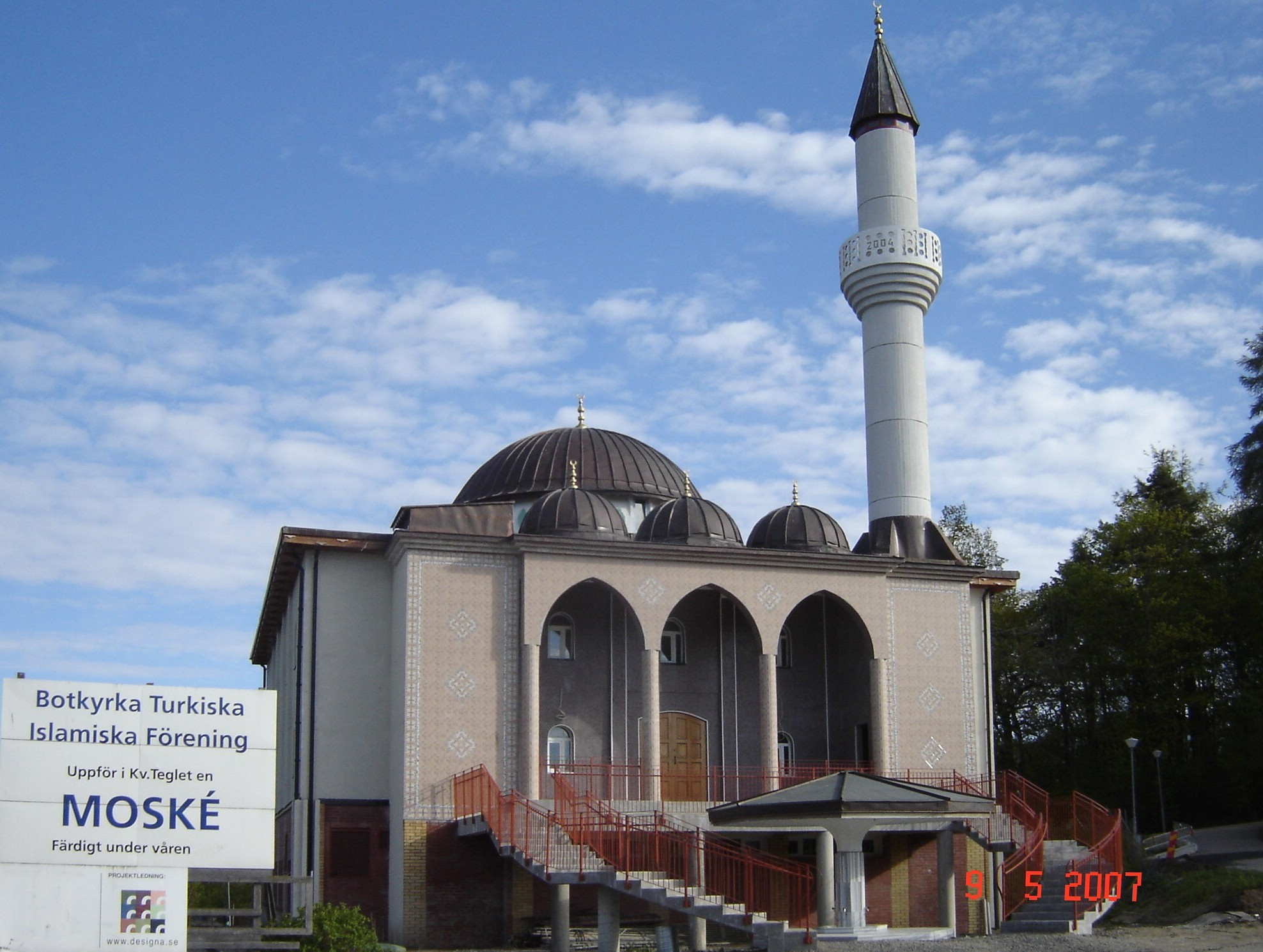
Meczet Fittja, główny meczet szwedzki

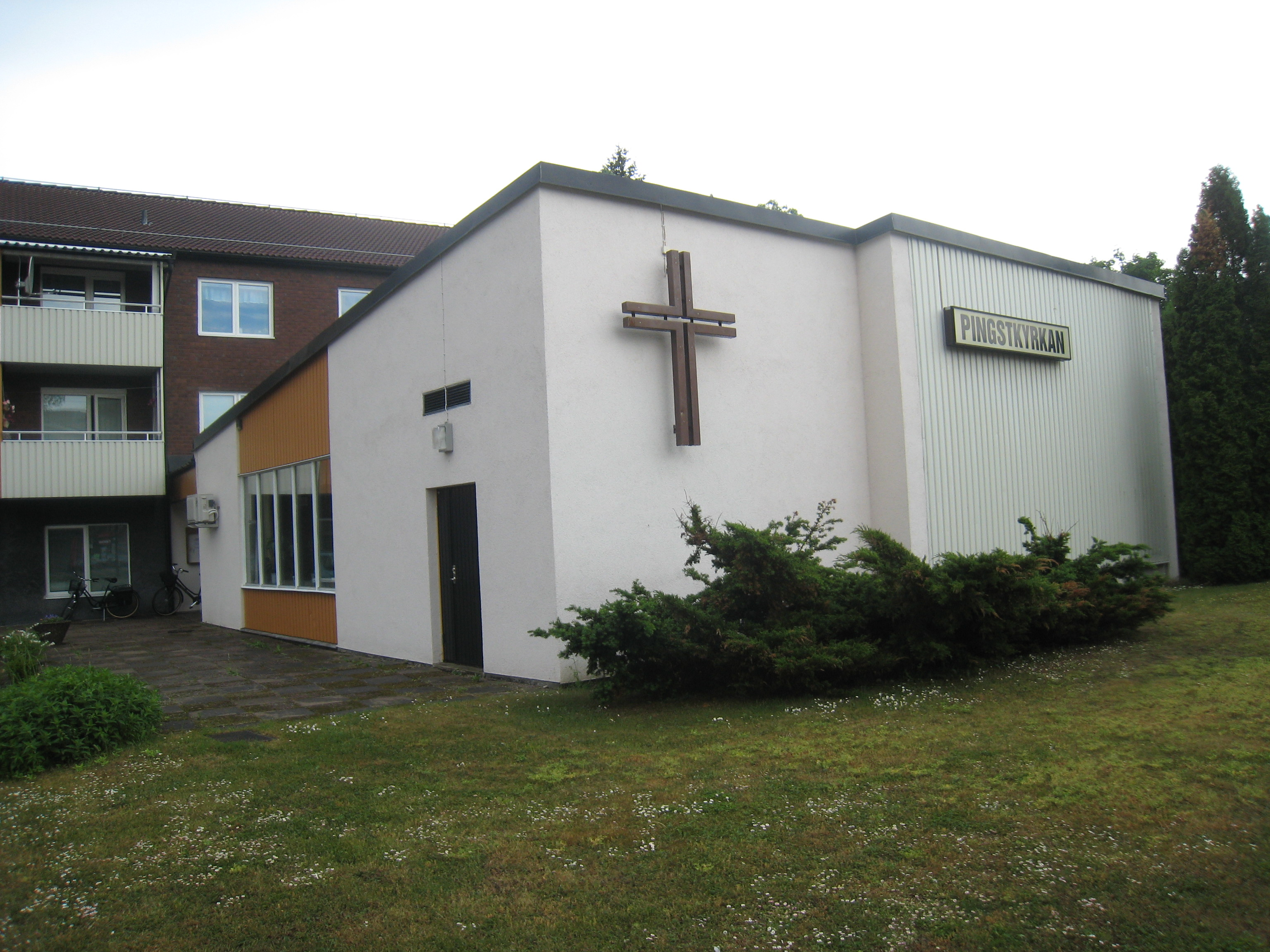
Kościół Zielonoświątkowy w Hallstavik

Religia w Szwecji od stuleci zdominowana jest przez luteranizm. W 2021 roku już tylko 54% populacji formalnie należało do Kościoła Szwecji. Członkami innych wspólnot religijnych jest około 9% ludności, a 37% ludności formalnie nie należy do żadnej wspólnoty religijnej. Największymi mniejszościami religijnymi w Szwecji są: ewangelikalni, muzułmanie, prawosławni i katolicy.
Współcześnie Szwedzi uchodzą za jeden z najbardziej zsekularyzowanych narodów na świecie. Według ośrodka badań społecznych Gallup, dla 83% Szwedów religia nie odgrywa ważnej roli w ich życiu, a jedynie 2–4% z nich bierze udział w regularnych praktykach religijnych.
Według najnowszego sondażu Eurobarometru z 2010 odpowiedzi mieszkańców Szwecji na pytania w sprawie wiary były następujące:
- 18% – „Wierzę w istnienie Boga”,
- 45% – „Wierzę w istnienie pewnego rodzaju ducha lub siły życiowej”,
- 34% – „Nie wierzę w żaden rodzaj ducha, Boga lub siły życiowej”,
- 3% – „Nie wiem”.

## Chrześcijaństwo
Szwecja była pogańska aż do XI wieku. Chrystianizacja rozpoczęła się w 829, a do roku 1000 chrześcijaństwo osiągnęło w Szwecji znaczny wpływ. Od XVI wieku Szwecja była głównie luterańska. Od reformacji protestanckiej w 1530 do roku 2000, Luterański Kościół Szwecji był kościołem państwowym. Obecnie jedynie 54% Szwedów jest formalnymi członkami Kościoła Szwecji, w porównaniu z ponad 95% w 1970 i 83% w 2000 roku. W Szwecji istnieją także duże wspólnoty wolnych kościołów ewangelikalnych (zielonoświątkowców, metodystów, baptystów itd.). Liczą one łącznie ok. 350 tys. wiernych, stanowiąc drugi po luteranizmie największy kierunek religijny w kraju.
Kościoły prawosławne i wschodnie kościoły orientalne mają razem 160 266 wyznawców (1,5%). Do największych z nich należą: Syryjski Kościół Prawosławny, Grecki Kościół Prawosławny i Serbski Kościół Prawosławny.
Biskupi Kościoła katolickiego w Szwecji należą do Konferencji Episkopatu Skandynawii. Według rządowych statystyk katolicyzm wyznaje 126,3 tys. wiernych (1,2%), z czego znaczną większość stanowią imigranci, z takich krajów jak: Polska, Chile, Niemcy, Syria, Włochy, Węgry czy Litwa.

## Islam
Według rządowych danych islam wyznawany przez 224,5 tys. wyznawców (2,2%) stanowi największą niechrześcijańską mniejszość religijną w Szwecji. Większość wyznawców to imigranci z krajów azjatyckich, głównie z Iraku, Somalii, Iranu, Turcji, Bośni, Syrii i Tadżykistanu. Według danych Pew Research Center w 2016 roku wyznawcy islamu stanowili nawet 8,1% populacji Szwecji.

## Dane statystyczne
Komitet ds. Pomocy Państwu do Gmin Wyznaniowych w 2021 roku opublikował następujące dane na temat wielkości poszczególnych religii w Szwecji:
| Religie/kościoły                        | Liczba wiernych | Procent ludności |
| --------------------------------------- | --------------- | ---------------- |
| Kościół Szwecji                         | 5 628 067       | 54%              |
| Islam                                   | 224 459         | 2,15%            |
| Kościół katolicki                       | 126 286         | 1,21%            |
| Zielonoświątkowcy                       | 115 403         | 1,11%            |
| Kościół Ekumeniczny w Szwecji           | 111 456         | 1,07%            |
| Wolny Kościół Ewangeliczny              | 44 163          | 0,42%            |
| Szwedzka Misja Ewangeliczna (EFS)       | 43 877          | 0,42%            |
| Syryjski Kościół Prawosławny            | 43 757          | 0,42%            |
| Serbski Kościół Prawosławny             | 25 306          | 0,24%            |
| Grecki Kościół Prawosławny              | 23 903          | 0,23%            |
| Świadkowie Jehowy                       | 22 188          | 0,21%            |
| Szwedzki Sojusz Misyjny (ewang.)        | 20 898          | 0,2%             |
| Mandaizm                                | 12 408          | 0,12%            |
| Buddyzm                                 | 12 328          | 0,11%            |
| Erytrejski Kościół Ortodoksyjny         | 11 420          | 0,11%            |
| Rumuński Kościół Prawosławny            | 10 782          | 0,1%             |
| Asyryjski Kościół Wschodu               | 10 004          | 0,1%             |
| Macedoński Kościół Prawosławny          | 8374            | 0,08%            |
| Judaizm                                 | 8153            | 0,08%            |
| Armia Zbawienia                         | 7072            | 0,07%            |
| Etiopski Kościół Ortodoksyjny           | 5224            | 0,05%            |
| Apostolski Kościół Ormiański            | 4620            | 0,04%            |
| Rosyjski Kościół Prawosławny            | 4550            | 0,04%            |
| Alewici                                 | 4459            | 0,04%            |
| Koptyjski Kościół Ortodoksyjny          | 4251            | 0,04%            |
| Kościół Adwentystów Dnia Siódmego       | 3288            | 0,03%            |
| Gruziński Kościół Prawosławny           | 2463            | 0,02%            |
| Kościół Norwegii                        | 2339            | 0,02%            |
| Misja Luterańska (ELM)                  | 2229            | 0,02%            |
| Prawosławie szwedzkojęzyczne            | 2022            | 0,02%            |
| Węgierska Społeczność Protestancka      | 1726            | 0,02%            |
| Bułgarski Kościół Prawosławny           | 1700            | 0,02%            |
| Łotewski Kościół Ewangelicki            | 1466            | 0,01%            |
| Prawosławny Patriarchat Antiocheński    | 1333            | 0,01%            |
| Estoński Kościół Ewangelicko-Luterański | 1178            | 0,01%            |